# Antoni Stanisław Buchowiecki
Antoni Stanisław Buchowiecki herbu Drogosław (ur. ok. 1710, zm. po 1790) – marszałek brzeski litewski konfederacji barskiej, horodniczy brzeskolitewski w latach 1787-1788, skarbnik brzeskolitewski w latach 1769-1787, koniuszy brzeskolitewski w latach 1758-1769.
Konsyliarz  województwa brzeskolitewskiego  w konfederacji generalnej Wielkiego Księstwa Litewskiego w 1764 roku. Był elektorem Stanisława Augusta Poniatowskiego w 1764 roku z województwa brzeskolitewskiego. Poseł na sejm koronacyjny Stanisława Augusta Poniatowskiego w 1764. 1 lipca 1769 przyjął po Onufrym Gniewomirze Bęklewskim laskę marszałka konfederacji brzeskiej. W latach 1770–1772 przebywał w Preszowie. Do 1776 mieszkał w Gdańsku. W tym też roku pogodził się z królem i został mianowany podwojewodzim brzeskim. W latach 1777–1790 był podwojewodzim wileńskim. Poseł wileński i sędzia sejmowy na sejmie 1780 roku.
W 1782 odznaczony Orderem Świętego Stanisława. 
W 1781 był pierwszym stuartem loży wolnomularskiej Kościół Mądrości.